# Coniopteryx (Xeroconiopteryx) sanana
Coniopteryx (Xeroconiopteryx) sanana is een insect uit de familie van de dwerggaasvliegen (Coniopterygidae), die tot de orde netvleugeligen (Neuroptera) behoort. 
Coniopteryx (Xeroconiopteryx) sanana is voor het eerst wetenschappelijk beschreven door Sziráki in 1997.